# Evanescence Tour
Evanescence Tour foi uma turnê da banda americana de metal alternativo Evanescence, realizada para promover o álbum Evanescence (2011). A turnê teve início em 17 de agosto de 2011 em Nashville, Estados Unidos, cerca de dois meses antes do lançamento do disco, que ocorreu em outubro. Seu último concerto aconteceu em 9 de novembro de 2012 na Wembley Arena em Londres, Inglaterra, cuja também foi a última apresentação com o guitarrista Terry Balsamo, que veio a deixar o grupo posteriormente em 2015.
A turnê também ficou marcada por exponenciar a banda em países nunca visitados anteriormente, como Porto Rico, Trindade e Tobago, Taiwan, Coréia do Sul, Filipinas, China, Malásia, Indonésia, Singapura, Marrocos, República Tcheca, Hungria, Emirados Árabes Unidos, Líbano, Ucrânia, Romênia, Paraguai, Peru, Colômbia, Costa Rica e Panamá, além de ter sido muito bem recebida pelos críticos, que elogiaram o desempenho vocal da cantora Amy Lee e os demais integrantes da banda.

## Antecedentes
Após o fim da The Open Door Tour em dezembro de 2007, a banda entrou em um período de hiato que durou cerca de dois anos, até eles anunciarem dois concertos para novembro de 2009 nas cidades de Nova York e São Paulo. De acordo com Lee, o par de shows serviu para impulsioná-la a começar o processo criativo do próximo disco de estúdio da banda, cujo teve suas gravações iniciadas em fevereiro de 2010. O material dessas sessões foi produzido por Steve Lillywhite, contudo, seu conteúdo musical foi rejeitado por decisão da gravadora Wind-up, e novas sessões de gravação aconteceram a partir de abril do ano seguinte com o produtor Nick Raskulinecz, que resultaram no lançamento do vindouro álbum autointitulado em 2011.
Para promover o disco, a banda decidiu excursionar com mais uma turnê mundial, que foi abordada pela primeira vez durante uma entrevista de Lee à MTV News, onde ela confirmou que os concertos teriam início em agosto de 2011 na cidade de Nashville, Estados Unidos. Em uma outra entrevista ela comentou sobre a sonoridade desses shows e seu repertório, dizendo: "Será um rock genuíno, uma energia enorme. Este álbum é simplesmente um passeio de rock em ritmo acelerado. Temos três álbuns para tocar a partir de agora, é claro, queremos tocar as novas, mas naturalmente nós vamos tocar muitas antigas também".

## Desenvolvimento
A banda fez as quatro primeiras apresentações ao vivo da turnê sem ainda ter lançado o álbum Evanescence, que só chegou ao mercado em 7 de outubro de 2011. A primeira performance foi no War Memorial Auditorium, localizado na cidade americana de Nashville em 17 de agosto de 2011, que foi sucedida pelo festival Rock on the Range em 20 de agosto na cidade de Winnipeg, Canadá. Cerca de dois meses depois, em 2 de outubro, o grupo se apresentou para 100 mil pessoas no festival brasileiro Rock in Rio, maior público de sua carreira até então. Nesse show a banda também tocou pela primeira vez as faixas "Made of Stone", "My Heart Is Broken" e "Sick", além de ter sido transmitido em rede nacional pela TV Globo e Multishow. Houve ainda mais uma apresentação em San Juan, Porto Rico antes do lançamento do disco.
Já com o álbum lançado, o grupo iniciou uma etapa na América do Norte entre outubro e novembro de 2011, que contou com a abertura das bandas The Pretty Reckless e Rival Sons. A cantora Taylor Momsen afirmou que era uma "grande fã do Evanescence, e por isso era realmente emocionante abrir os shows deles". A turnê foi continuada com uma etapa na Europa e Reino Unido em novembro de 2011, que novamente contou com o suporte do The Pretty Reckless, e originalmente ainda teria o grupo Fair to Midland, que optou por cancelar sua participação após a saída do baixista Jon Dicken.

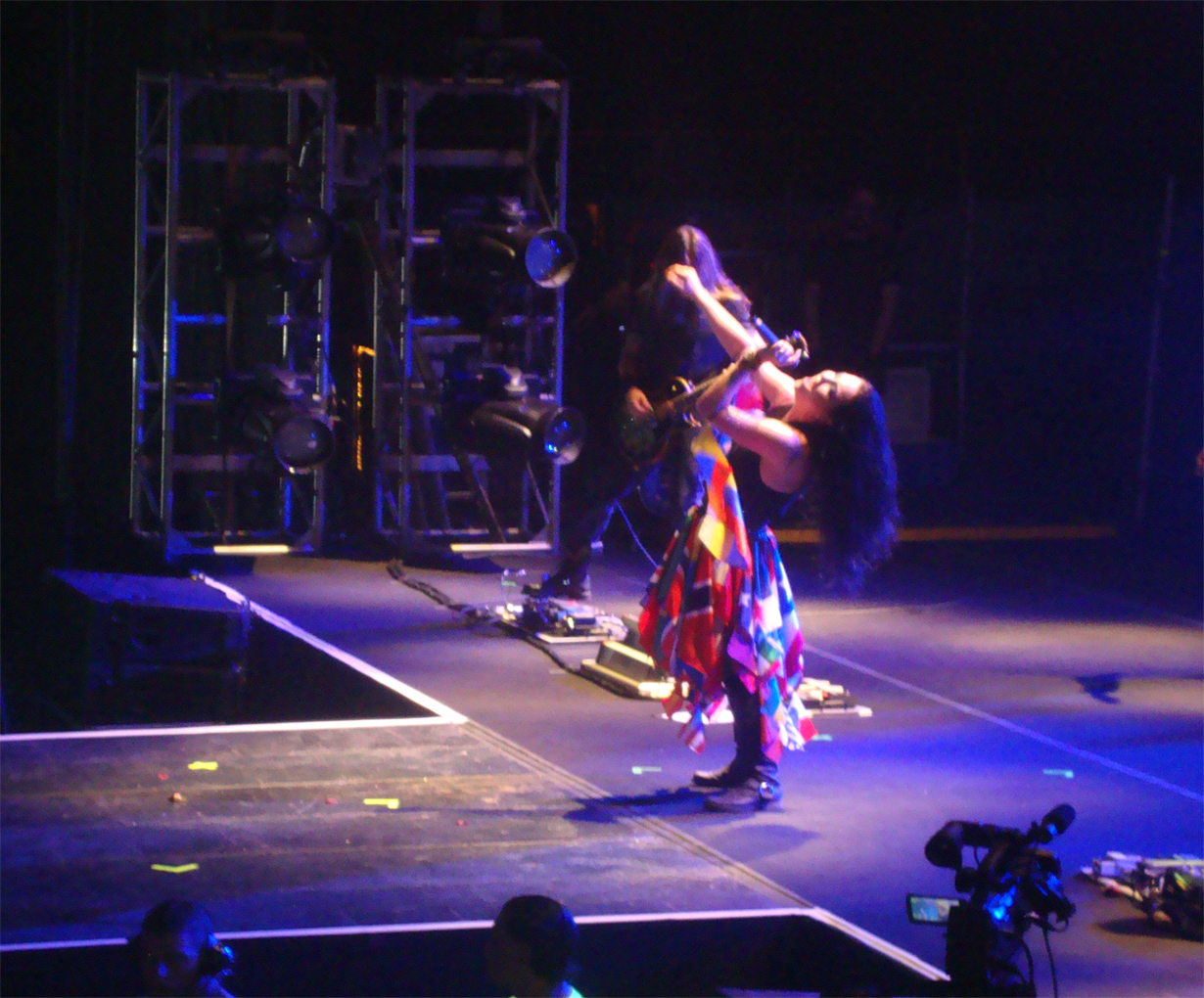
A banda se apresentando em San José, Costa Rica em 30 de outubro de 2012

No início do ano seguinte, a banda realizou diversas apresentações na América do Norte, Ásia e Oceania, visitando muitos países pela primeira vez na carreira, com destaque para o concerto de 21 de janeiro de 2012 em Little Rock, Arkansas, cidade natal da banda, cujo foi filmado para o programa de televisão MTV World Stage. Posteriormente, a banda retornou à Europa para se apresentar em alguns shows independentes e nos tradicionais festivais de verão, como Rock in Rio Lisboa e Rock am Ring. No entanto, alguns concertos dessa etapa tiveram que ser cancelados por variados motivos, tais como: a apresentação no festival espanhol Rock Coast, que foi cancelado devido à problemas logísticos e financeiros por parte da organização do mesmo, a apresentação no Sonisphere UK que também foi cancelada devido à problemas financeiros por parte do festival, e a performance no Sonisphere France, que foi cancelada de última hora em decorrência do falecimento de Ruth Lee, avó da vocalista Amy Lee.
Mais tarde, a turnê foi continuada com uma etapa nos Estados Unidos entre julho e setembro de 2012 intitulada Carnival of Madness Tour, que contou com a abertura de grupos como Chevelle, Halestorm, entre outros. E em outubro houve uma extensa série de shows pela América Latina, onde a banda tocou em shows independentes e festivais, com a abertura do grupo The Used nas datas brasileiras. Um pouco depois, o Evanescence encerrou a turnê com quatro concertos na Inglaterra, culminando na performance final na Wembley Arena de Londres em 9 de novembro de 2012, apresentação esta que foi também a última com o guitarrista Terry Balsamo.

## Recepção da crítica

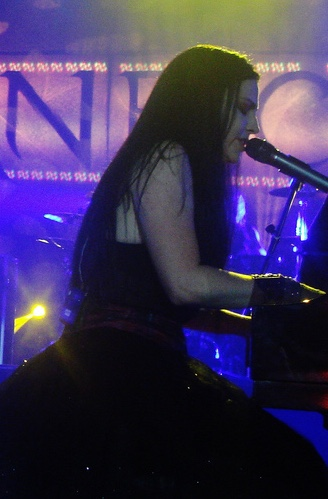
Lee durante performance com a banda em Toronto, Canadá em 25 de outubro de 2011

Sophie A. Schillaci do The Hollywood Reporter elogiou a performance da banda e os vocais de Amy Lee ao vivo, dizendo que a cantora "se entrega com uma energia enorme e um estilo vocal inigualavelmente feroz". No entanto, ela observou: "O público parecia parcialmente envolvido. Com vários celulares e isqueiros erguidos no ar, a própria vocalista pedia para o público cantar". Jon Pareles do The New York Times fez uma crítica positiva ao assistir um dos concertos da banda durante a turnê, dizendo que quando Lee canta no piano, ela é semelhante a Tori Amos. Ele também elogiou o fato da banda usar guitarras e baixos pesados com um som hard rock por trás de canções pop. Ele finalizou a crítica dizendo:

"A principal característica da banda é a voz de Lee: alta, forte e perpetuamente sustentada, mantendo cada nota de suas longas linhas melódicas. É o oposto do hard rock gutural e o epítome do controle de respiração. No palco, erguendo o punho e sacudindo seus longos cabelos escuros, ela entrava e saía do tom, mas a força de seus pulmões nunca falhava. Foi um concerto virtuoso, exuberante em tristeza, determinação e com um impacto estrondoso. Foi um pouco desgastante também, pois cada canção rapidamente atingia seu pico e se mantinha distante. O estilo de produção para o "rock de rádio" e pop tornou-se uma explosão firme, mais alta e maximizada. O Evanescence levou isso para o palco, onde poderia haver mais liberdade com tais dinâmicas."

Kevin C. Johnson do St. Louis Post-Dispatch, avaliou uma apresentação da banda dizendo: "Foi um concerto rápido  com material novo e antigo. Não houve muitas mudanças no som — boas notícias para os fãs e más notícias para os que odeiam." Joel Francisco do The Kansas City Star disse: "Uma performance convincente... a banda deixou poucas dúvidas de que não são apenas uma força a ser reconhecida, mas que estão aqui para ficar. Enquanto os quatro músicos incansavelmente 'martelavam' riffs pesados, a cantora Amy Lee deslizou pelo palco e requebrou sobre a cacofonia, conforme sua voz simultaneamente têmpera reforça a ferocidade abaixo".

## Repertório
O repertório abaixo é constituído do primeiro show da turnê, realizado em 17 de agosto de 2011 em Nashville, Estados Unidos, não sendo representativo de todos os concertos.
1. "What You Want"
2. "Going Under"
3. "Weight of the World"
4. "The Only One"
5. "The Change"
6. "Lithium"
7. "Your Star"
8. "Whisper"
9. "Oceans"
10. "Call Me When You're Sober"
11. "Imaginary"
12. "Bring Me to Life"
13. "All That I'm Living For"
14. "Good Enough"
15. "My Immortal"
16. "The Other Side"

- As canções "Made of Stone", "My Heart Is Broken" e "Sick" foram tocadas pela primeira vez na turnê em 2 de outubro de 2011 no Rio de Janeiro, Brasil.
- As canções "Lost in Paradise" e "Never Go Back" foram tocadas pela primeira vez na turnê em 6 de outubro de 2011 em San Juan, Porto Rico.
- As canções "My Last Breath", "Erase This" e "Swimming Home" foram tocadas pela primeira vez na turnê em 13 de janeiro de 2012 em Clemson, Estados Unidos.
- A canção "Sweet Sacrifice" foi tocada pela primeira vez na turnê em 28 de março de 2012 em Newcastle, Austrália.
- A canção "Whisper" foi tocada pela primeira vez na turnê em 5 de junho de 2012 em Tilburgo, Países Baixos.
- A canção "Disappear" foi tocada pela primeira vez na turnê em 31 de julho de 2012 em Springfield, Estados Unidos.
- As canções "If You Don't Mind" e "Lacrymosa" foram tocadas pela primeira vez na turnê em 4 de outubro de 2012 em Porto Alegre, Brasil.

## Datas
Todas as datas estão de acordo com o website oficial da banda.
| Data                                        | Cidade                 | País                   | Local                                   | Ato de abertura                      |
| ------------------------------------------- | ---------------------- | ---------------------- | --------------------------------------- | ------------------------------------ |
| América do Norte                            |                        |                        |                                         |                                      |
| 17 de agosto de 2011                        | Nashville              | Estados Unidos         | War Memorial Auditorium                 | —                                    |
| 20 de agosto de 2011                        | Winnipeg               | Canadá                 | MTS Centre                              | —                                    |
| América Latina                              |                        |                        |                                         |                                      |
| 2 de outubro de 2011                        | Rio de Janeiro         | Brasil                 | Cidade do Rock                          | —                                    |
| América do Norte 2                          |                        |                        |                                         |                                      |
| 6 de outubro de 2011                        | San Juan               | Porto Rico             | Coliseo de Puerto Rico                  | —                                    |
| 10 de outubro de 2011                       | Oakland                | Estados Unidos         | Fox Oakland Theatre                     | The Pretty Reckless Rival Sons       |
| 11 de outubro de 2011                       | Los Angeles            | Estados Unidos         | Hollywood Palladium                     | The Pretty Reckless Rival Sons       |
| 14 de outubro de 2011                       | Pheonix                | Estados Unidos         | Comerica Theatre                        | The Pretty Reckless Rival Sons       |
| 15 de outubro de 2011                       | Tucson                 | Estados Unidos         | AVA Amphitheater                        | The Pretty Reckless Rival Sons       |
| 18 de outubro de 2011                       | San Antonio            | Estados Unidos         | Sunken Gardens Amphitheatre             | The Pretty Reckless Rival Sons       |
| 19 de outubro de 2011                       | Dallas                 | Estados Unidos         | Palladium Ballroom                      | The Pretty Reckless Rival Sons       |
| 21 de outubro de 2011                       | Milwaukee              | Estados Unidos         | Eagles Ballroom                         | The Pretty Reckless Rival Sons       |
| 22 de outubro de 2011                       | Chicago                | Estados Unidos         | Congress Theater                        | The Pretty Reckless Rival Sons       |
| 24 de outubro de 2011                       | Royal Oak              | Estados Unidos         | Royal Oak Music Theatre                 | The Pretty Reckless Rival Sons       |
| 25 de outubro de 2011                       | Toronto                | Canadá                 | Sound Academy                           | The Pretty Reckless Rival Sons       |
| 27 de outubro de 2011                       | Montreal               | Canadá                 | Métropolis                              | The Pretty Reckless Rival Sons       |
| 28 de outubro de 2011                       | Worcester              | Estados Unidos         | The Palladium                           | The Pretty Reckless Rival Sons       |
| 30 de outubro de 2011                       | Atlantic City          | Estados Unidos         | House of Blues                          | The Pretty Reckless Rival Sons       |
| 1 de novembro de 2011                       | Nova York              | Estados Unidos         | Terminal 5                              | The Pretty Reckless Rival Sons       |
| Europa                                      |                        |                        |                                         |                                      |
| 4 de novembro de 2011                       | Londres                | Inglaterra             | Hammersmith Apollo                      | The Pretty Reckless                  |
| 5 de novembro de 2011                       | Londres                | Inglaterra             | Hammersmith Apollo                      | The Pretty Reckless                  |
| 7 de novembro de 2011                       | Manchester             | Inglaterra             | O2 Manchester Apollo                    | The Pretty Reckless                  |
| 8 de novembro de 2011                       | Glasgow                | Escócia                | O2 Academy Glasgow                      | The Pretty Reckless                  |
| 10 de novembro de 2011                      | Plymouth               | Inglaterra             | Plymouth Pavilions                      | The Pretty Reckless                  |
| 12 de novembro de 2011                      | Leeds                  | Inglaterra             | O2 Academy Leeds                        | The Pretty Reckless                  |
| 13 de novembro de 2011                      | Birmingham             | Inglaterra             | O2 Academy Birmingham                   | The Pretty Reckless                  |
| 16 de novembro de 2011                      | Paris                  | França                 | Olympia                                 | The Pretty Reckless                  |
| 17 de novembro de 2011                      | Offenbach              | Alemanha               | Stadthalle                              | The Pretty Reckless                  |
| 18 de novembro de 2011                      | Düsseldorf             | Alemanha               | Mitsubishi Electric Halle               | The Pretty Reckless                  |
| 20 de novembro de 2011                      | Berlim                 | Alemanha               | Columbiahalle                           | The Pretty Reckless                  |
| 21 de novembro de 2011                      | Munique                | Alemanha               | Zénith                                  | The Pretty Reckless                  |
| América do Norte 3                          |                        |                        |                                         |                                      |
| 17 de dezembro de 2011                      | Porto da Espanha       | Trindade e Tobago      | Estádio Nacional Hasely Crawford        | —                                    |
| 13 de janeiro de 2012                       | Clemson                | Estados Unidos         | Littlejohn Coliseum                     | Rival Sons Electric Touch            |
| 14 de janeiro de 2012                       | Atlanta                | Estados Unidos         | Tabernacle                              | Rival Sons Electric Touch            |
| 16 de janeiro de 2012                       | Tampa                  | Estados Unidos         | Morsani Hall                            | Rival Sons Electric Touch            |
| 17 de janeiro de 2012                       | Hollywood              | Estados Unidos         | Hard Rock Live                          | Rival Sons Electric Touch            |
| 18 de janeiro de 2012                       | Orlando                | Estados Unidos         | House of Blues                          | Rival Sons Electric Touch            |
| 20 de janeiro de 2012                       | Biloxi                 | Estados Unidos         | IP Casino Resort & Spa                  | Rival Sons Electric Touch            |
| 21 de janeiro de 2012                       | Little Rock            | Estados Unidos         | Verizon Arena                           | Rival Sons Electric Touch            |
| 26 de janeiro de 2012                       | Monterrey              | México                 | Arena Monterrey                         | —                                    |
| 28 de janeiro de 2012                       | Guadalajara            | México                 | Auditorio Telmex                        | —                                    |
| 30 de janeiro de 2012                       | Cidade do México       | México                 | Palácio de los Deportes                 | —                                    |
| Ásia                                        |                        |                        |                                         |                                      |
| 8 de fevereiro de 2012                      | Yokohama               | Japão                  | Pacifico Yokohama                       | —                                    |
| 9 de fevereiro de 2012                      | Tóquio                 | Japão                  | Zepp                                    | —                                    |
| 10 de fevereiro de 2012                     | Nagoya                 | Japão                  | Zepp                                    | —                                    |
| 13 de fevereiro de 2012                     | Osaka                  | Japão                  | Zepp                                    | —                                    |
| 15 de fevereiro de 2012                     | Taipei                 | Taiwan                 | TWTC Nangang Exhibition Hall            | —                                    |
| 17 de fevereiro de 2012                     | Seoul                  | Coréia do Sul          | Melon-AX Hall                           | —                                    |
| 19 de fevereiro de 2012                     | Cidade Quezon          | Filipinas              | Smart Araneta Coliseum                  | Bush                                 |
| 21 de fevereiro de 2012                     | Hong Kong              | China                  | AsiaWorld–Arena                         | —                                    |
| 23 de fevereiro de 2012                     | Kuala Lumpur           | Malásia                | KL Live                                 | —                                    |
| 25 de fevereiro de 2012                     | Jacarta                | Indonésia              | Hall A                                  | —                                    |
| 27 de fevereiro de 2012                     | Kallang                | Singapura              | Estádio Indoor de Singapura             | —                                    |
| Oceania                                     |                        |                        |                                         |                                      |
| 23 de março de 2012                         | Canberra               | Austrália              | Royal Theatre                           | Blaqk Audio Decortica                |
| 24 de março de 2012                         | Melbourne              | Austrália              | Rod Laver Arena                         | Blaqk Audio Decortica                |
| 26 de março de 2012                         | Brisbane               | Austrália              | Brisbane Convention Centre              | Blaqk Audio Decortica                |
| 28 de março de 2012                         | Newcastle              | Austrália              | Newcastle Entertainment Centre          | Blaqk Audio Decortica                |
| 29 de março de 2012                         | Sydney                 | Austrália              | Sydney Entertainment Centre             | Blaqk Audio Decortica                |
| 31 de março de 2012                         | Auckland               | Nova Zelândia          | Vector Arena                            | Blaqk Audio Decortica                |
| América do Norte 4                          |                        |                        |                                         |                                      |
| 17 de abril de 2012                         | Austin                 | Estados Unidos         | Stubb's Bar-B-Que                       | —                                    |
| 21 de abril de 2012                         | The Woodlands          | Estados Unidos         | Cynthia Woods Mitchell Pavilion         | —                                    |
| 22 de abril de 2012                         | Dallas                 | Estados Unidos         | FC Dallas Stadium                       | —                                    |
| 24 de abril de 2012                         | Kansas City            | Estados Unidos         | Midland Theatre                         | —                                    |
| 25 de abril de 2012                         | St. Louis              | Estados Unidos         | The Pageant                             | —                                    |
| 28 de abril de 2012                         | Tampa                  | Estados Unidos         | Tampa Bay Times Forum                   | —                                    |
| 29 de abril de 2012                         | Jacksonville           | Estados Unidos         | Metropolitan Park                       | —                                    |
| 1 de maio de 2012                           | Bossier City           | Estados Unidos         | CenturyLink Center                      | —                                    |
| 4 de maio de 2012                           | Memphis                | Estados Unidos         | Tom Lee Park                            | —                                    |
| 5 de maio de 2012                           | Rockingham             | Estados Unidos         | Rockingham Speedway                     | —                                    |
| África                                      |                        |                        |                                         |                                      |
| 20 de maio de 2012                          | Rabat                  | Marrocos               | OLM Souissi                             | —                                    |
| Europa 2                                    |                        |                        |                                         |                                      |
| 24 de maio de 2012                          | Santa Cruz de Tenerife | Espanha                | Dársena Pesquera                        | —                                    |
| 25 de maio de 2012                          | Lisboa                 | Portugal               | Parque da Bela Vista                    | —                                    |
| 26 de maio de 2012                          | Madrid                 | Espanha                | Getafe Open Air                         | —                                    |
| 1 de junho de 2012                          | Nürburg                | Alemanha               | Nürburgring                             | —                                    |
| 3 de junho de 2012                          | Nurembergue            | Alemanha               | Frankenstadion                          | —                                    |
| 5 de junho de 2012                          | Tilburgo               | Países Baixos          | 013                                     | —                                    |
| 7 de junho de 2012                          | Antuérpia              | Bélgica                | Lotto Arena                             | —                                    |
| 10 de junho de 2012                         | Nickelsdorf            | Áustria                | Pannonia Fields II                      | —                                    |
| 11 de junho de 2012                         | Zurique                | Suíça                  | Maag Halle                              | —                                    |
| 12 de junho de 2012                         | Hamburgo               | Alemanha               | Stadtpark Freilichtbühne                | —                                    |
| 14 de junho de 2012                         | Dortmund               | Alemanha               | Westfalenhallen                         | —                                    |
| 15 de junho de 2012                         | Berlim                 | Alemanha               | Zitadelle Spandau                       | —                                    |
| 17 de junho de 2012                         | Praga                  | República Tcheca       | Incheba Arena                           | —                                    |
| 18 de junho de 2012                         | Budapeste              | Hungria                | PeCsa Music Hall                        | —                                    |
| 20 de junho de 2012                         | Atenas                 | Grécia                 | Helliniko Olympic Complex               | —                                    |
| Ásia 2                                      |                        |                        |                                         |                                      |
| 22 de junho de 2012                         | Dubai                  | Emirados Árabes Unidos | Dubai World Trade Centre                | —                                    |
| 23 de junho de 2012                         | Beirute                | Líbano                 | BIEL                                    | —                                    |
| Europa 3                                    |                        |                        |                                         |                                      |
| 26 de junho de 2012                         | São Petersburgo        | Rússia                 | GlavClub                                | —                                    |
| 27 de junho de 2012                         | Moscou                 | Rússia                 | Izvestia Hall                           | —                                    |
| 29 de junho de 2012                         | Dnipropetrovsk         | Ucrânia                | Novoselytsia Park                       | —                                    |
| 1 de julho de 2012                          | Bucareste              | Romênia                | Romexpo                                 | —                                    |
| 4 de julho de 2012                          | Istambul               | Turquia                | Parkorman                               | —                                    |
| 6 de julho de 2012                          | Rho                    | Itália                 | Fiera Milano                            | —                                    |
| 7 de julho de 2012                          | Knebworth              | Inglaterra             | Knebworth House                         | —                                    |
| 8 de julho de 2012                          | Amnéville              | França                 | Snow Hall Park                          | —                                    |
| América do Norte 5 Carnival of Madness Tour |                        |                        |                                         |                                      |
| 29 de julho de 2012                         | Dallas                 | Estados Unidos         | Gexa Energy Pavilion                    | Chevelle Halestorm New Medicine Cavo |
| 31 de julho de 2012                         | Springfield            | Estados Unidos         | Prairie Capital Convention Center       | Chevelle Halestorm New Medicine Cavo |
| 1 de agosto de 2012                         | Columbus               | Estados Unidos         | Lifestyle Communities Pavilion          | Chevelle Halestorm New Medicine Cavo |
| 3 de agosto de 2012                         | Atlantic City          | Estados Unidos         | House of Blues                          | Chevelle Halestorm New Medicine Cavo |
| 4 de agosto de 2012                         | Atlantic City          | Estados Unidos         | House of Blues                          | Chevelle Halestorm New Medicine Cavo |
| 6 de agosto de 2012                         | Boston                 | Estados Unidos         | Bank of America Pavilion                | Chevelle Halestorm New Medicine Cavo |
| 7 de agosto de 2012                         | Baltimore              | Estados Unidos         | Pier Six Concert Pavilion               | Chevelle Halestorm New Medicine Cavo |
| 8 de agosto de 2012                         | Charlotte              | Estados Unidos         | Verizon Wireless Amphitheatre Charlotte | Chevelle Halestorm New Medicine Cavo |
| 10 de agosto de 2012                        | Atlanta                | Estados Unidos         | Aaron's Amphitheatre at Lakewood        | Chevelle Halestorm New Medicine Cavo |
| 11 de agosto de 2012                        | Gulfport               | Estados Unidos         | Jones Park                              | Chevelle Halestorm New Medicine Cavo |
| 13 de agosto de 2012                        | Belton                 | Estados Unidos         | Bell County Expo Center                 | Chevelle Halestorm New Medicine Cavo |
| 14 de agosto de 2012                        | Laredo                 | Estados Unidos         | Laredo Energy Arena                     | Chevelle Halestorm New Medicine Cavo |
| 15 de agosto de 2012                        | Midland                | Estados Unidos         | Horseshoe Arena                         | Chevelle Halestorm New Medicine Cavo |
| 17 de agosto de 2012                        | Lubbock                | Estados Unidos         | Lone Star Events Center                 | Chevelle Halestorm New Medicine Cavo |
| 18 de agosto de 2012                        | El Paso                | Estados Unidos         | Don Haskins Center                      | Chevelle Halestorm New Medicine Cavo |
| 20 de agosto de 2012                        | Sioux City             | Estados Unidos         | Tyson Events Center                     | Chevelle Halestorm New Medicine Cavo |
| 21 de agosto de 2012                        | Milwaukee              | Estados Unidos         | Eagles Ballroom                         | Chevelle Halestorm New Medicine Cavo |
| 23 de agosto de 2012                        | Grand Rapids           | Estados Unidos         | Rock the Rapids Village                 | Chevelle Halestorm New Medicine Cavo |
| 24 de agosto de 2012                        | Clarkston              | Estados Unidos         | DTE Energy Music Theatre                | Chevelle Halestorm New Medicine Cavo |
| 26 de agosto de 2012                        | Chicago                | Estados Unidos         | Toyota Park                             | Chevelle Halestorm New Medicine Cavo |
| 28 de agosto de 2012                        | Pittsburgh             | Estados Unidos         | Stage AE                                | Chevelle Halestorm New Medicine Cavo |
| 29 de agosto de 2012                        | Holmdel                | Estados Unidos         | PNC Bank Arts Center                    | Chevelle Halestorm New Medicine Cavo |
| 30 de agosto de 2012                        | Uncasville             | Estados Unidos         | Mohegan Sun                             | Chevelle Halestorm New Medicine Cavo |
| 1 de setembro de 2012                       | Lenox                  | Estados Unidos         | Tanglewood                              | Chevelle Halestorm New Medicine Cavo |
| 2 de setembro de 2012                       | Buffalo                | Estados Unidos         | Buffalo Outer Harbor                    | Chevelle Halestorm New Medicine Cavo |
| América Latina 2                            |                        |                        |                                         |                                      |
| 4 de outubro de 2012                        | Porto Alegre           | Brasil                 | Pepsi on Stage                          | The Used                             |
| 6 de outubro de 2012                        | Rio de Janeiro         | Brasil                 | HSBC Arena                              | The Used                             |
| 7 de outubro de 2012                        | São Paulo              | Brasil                 | Espaço das Américas                     | The Used                             |
| 11 de outubro de 2012                       | Recife                 | Brasil                 | Chevrolet Hall                          | The Used                             |
| 13 de outubro de 2012                       | Fortaleza              | Brasil                 | Marina Park Hotel                       | The Used                             |
| 19 de outubro de 2012                       | Assunção               | Paraguai               | Jockey Club del Paraguay                | —                                    |
| 21 de outubro de 2012                       | Buenos Aires           | Argentina              | Costanera Sur                           | —                                    |
| 23 de outubro de 2012                       | Santiago               | Chile                  | Movistar Arena                          | —                                    |
| 25 de outubro de 2012                       | Lima                   | Peru                   | Estadio Universidad San Marcos          | —                                    |
| 27 de outubro de 2012                       | Bogotá                 | Colômbia               | Parque Jaime Duque                      | —                                    |
| 30 de outubro de 2012                       | San José               | Costa Rica             | Palacio de los Deportes                 | —                                    |
| 1 de novembro de 2012                       | Cidade do Panamá       | Panamá                 | Figali Convention Center                | —                                    |
| Europa 4                                    |                        |                        |                                         |                                      |
| 5 de novembro de 2012                       | Nottingham             | Inglaterra             | Capital FM Arena                        | The Used LostAlone                   |
| 6 de novembro de 2012                       | Manchester             | Inglaterra             | Manchester Arena                        | The Used LostAlone                   |
| 8 de novembro de 2012                       | Birmingham             | Inglaterra             | National Indoor Arena                   | The Used LostAlone                   |
| 9 de novembro de 2012                       | Londres                | Inglaterra             | Wembley Arena                           | The Used LostAlone                   |

## Créditos
Banda
- Amy Lee – vocais, teclado, piano
- Terry Balsamo – guitarra
- Tim McCord – baixo, teclado
- Will Hunt – bateria
- Troy McLawhorn – guitarra